# Włodzimierz Krygier

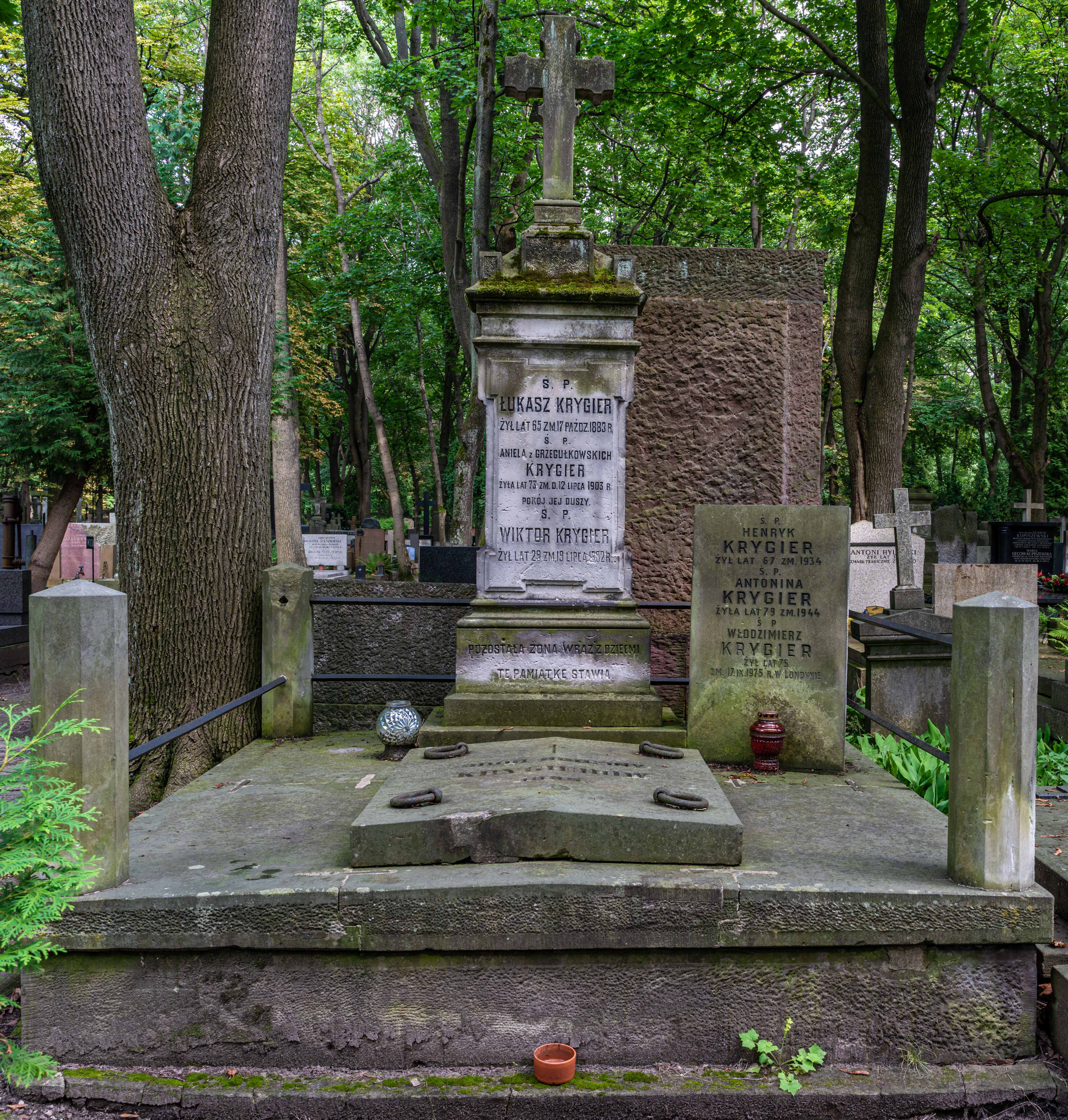
Grób Włodzimierza Krygiera na cmentarzu Powązkowskim

Włodzimierz Lucjan Krygier (ur. 17 stycznia?/29 stycznia 1900 w Jekaterynosławiu, zm. 17 września 1975 w Londynie) – polski hokeista i piłkarz, który startował w Zimowych Igrzyskach Olimpijskich 1928 oraz Zimowych Igrzyskach Olimpijskich 1932.
Był członkiem reprezentacji Polski w hokeju na lodzie mężczyzn.
Walczył w wojnie obronnej Polski '39. Został pochowany na cmentarzu Powązkowskim w Warszawie (kwatera 194-4-1,2).

## Ordery i odznaczenia
- Srebrny Krzyż Zasługi (19 marca 1931)[3]